# Chaniastadion
Het Chania Nationaal Stadion of kortweg het Chania Stadion (gelegen in Chania op het eiland Kreta) is een Grieks voetbal- en atletiekstadion.

## Geschiedenis
Het stadion is gebouwd in 1935 met behulp van geld gedoneerd door de vrouw van Grieks staatsman Eleftherios Venizelos. Ze deed dit omdat Chania haar geboorteplaats was. Het stadion is gebouwd voor een capaciteit van 5000 mensen. Later is de capaciteit verlaagd tot 3000 zitplaatsen door het weghalen van de staanplaatsen. In de nabije toekomst wordt het stadion gerenoveerd, daarbij wordt de capaciteit ook weer wat uitgebreid. De verwachte kosten van deze renovatie zijn geraamd op 11 miljoen euro.

## Gebruik
Het Chania Stadion huist twee plaatselijke voetbalverenigingen, Chania FC en Ionia 2000. Deze twee clubs spelen beide in regionale divisies. Ook maakt de atletiekclub Kydon Sports Club gebruik van het stadion. 
 Jaarlijks wordt het internationale Venizelia-atletiektoernooi georganiseerd, het eerdergenoemde toernooi vernoemd naar de vrouw van Venizelos. Dit toernooi werd het eerst georganiseerd in 1948 en behoort tot de EAA Classic Meetings. 
 Tevens worden er diverse festivals georganiseerd in het stadion.